# Stalagmia guttaria
Stalagmia guttaria är en fjärilsart som beskrevs av Jean Baptiste Boisduval 1844. Stalagmia guttaria ingår i släktet Stalagmia och familjen mätare. Inga underarter finns listade i Catalogue of Life.